# Tomasz Lulek (prawnik)
Tomasz Lulek (ur. 3 listopada 1878 w Paleśnicy, zm. 16 maja 1962) – polski prawnik, doktor prawa Uniwersytetu Wiedeńskiego, docent Uniwersytetu Jagiellońskiego z polityki ekonomicznej (1922), profesor nadzwyczajny (1925), profesor zwyczajny prawa skarbowego i rachunkowego Uniwersytetu Jagiellońskiego (1925).
W 1900 rozpoczął studia na Wydziale Prawa Uniwersytetu Jagiellońskiego, w 1901 przeniósł się na prawo do  Wiednia na tamtejszy uniwersytet, który ukończył w 1904. W 1905 obronił doktorat w Wiedniu i wrócił do Krakowa podejmując pracę w Wyższej Szkole Handlowej. Po otrzymaniu nominacji profesorskiej w 1925 pracował już tylko na Uniwersytecie Jagiellońskim. Jako profesor zwyczajny UJ został przeniesiony na własną prośbę w stan spoczynku z dniem 30 września 1938. Pochowany na cmentarzu Rakowickim.